# Santia mawsoni
Santia mawsoni är en kräftdjursart som först beskrevs av Hale 1937.  Santia mawsoni ingår i släktet Santia och familjen Santiidae. Inga underarter finns listade i Catalogue of Life.